# FAAP20
FAAP20 (англ. Fanconi anemia core complex associated protein 20) – білок, який кодується однойменним геном, розташованим у людей на 1-й хромосомі. Довжина поліпептидного ланцюга білка становить 180 амінокислот, а молекулярна маса — 19 869.
| 10         |  | 20         |  | 30         |  | 40         |  | 50         |
| ---------- |  | ---------- |  | ---------- |  | ---------- |  | ---------- |
| MEAARRPRLG |  | LSRRRPRPAG |  | GPSGGRPWFL |  | LGGDERERLW |  | AELLRTVSPE |
| LILDHEVPSL |  | PAFPGQEPRC |  | GPEPTEVFTV |  | GPKTFSWTPF |  | PPDLWGPGRS |
| YRLLHGAGGH |  | LESPARSLPQ |  | RPAPDPCRAP |  | RVEQQPSVEG |  | AAALRSCPMC |
| QKEFAPRLTQ |  | LDVDSHLAQC |  | LAESTEDVTW |  |            |  |            |

A: Аланін

C: Цистеїн

D: Аспарагінова кислота

E: Глутамінова кислота

F: Фенілаланін

G: Гліцин

H: Гістидин

I: Ізолейцин

K: Лізин

L: Лейцин

M: Метіонін

P: Пролін

Q: Глутамін

R: Аргінін

S: Серин

T: Треонін

V: Валін

W: Триптофан

Кодований геном білок за функцією належить до фосфопротеїнів. 
Задіяний у таких біологічних процесах, як пошкодження ДНК, репарація ДНК, альтернативний сплайсинг. 
Білок має сайт для зв'язування з іонами металів, іоном цинку. 
Локалізований у ядрі, хромосомах.